# Crunkcore
Crunkcore (ook crunk punk, screamo-crunk, crunk rock of scrunk) is een muzikaal genre dat elementen van de crunk hiphop en screamo combineert. Crunkcore zou begonnen zijn met Panic! at the Disco, toen ze emocore met elektronische muziek combineerden.

## Artiesten
- Blood On The Dance Floor
- Noise Combs
- BrokeNCYDE
- 3OH!3
- Millionaires
- T-Black Viruz
- Breathe Carolina
- Hollywood Undead
- I Set My Friends On Fire
- Attack Attack!
- Family Force 5
- Subscene
- Synthetic Season
- How To Kill A Monster
- Dot Dot Curve :)
- Valencia DKE
- Scene Kidz